# 우우르잔 차크르
우우르잔 차크르(튀르키예어: Uğurcan Çakır, 1996년 4월 5일 ~ )는 튀르키예의 축구 선수로, 현재 그가 주장으로 있는 트라브존스포르와 튀르키예 국가대표팀에서 골키퍼로 활약하고 있다.

## 구단 경력
UEFA 유로파리그 예선에서 라보트니치키와의 경기에서 우우르잔 차크르가 트라브존스포르 소속으로 성인 무대에 데뷔했다. 그는 이후 튀르키예 쿠파스에서 3경기를 뛰며 2장의 무득점을 유지했다. 그리고 나서 그는 1월까지 벤치를 지키는 2선발 골키퍼로 자신을 확고히 했지만, 쉬페르리그에서는 한 번도 모습을 드러내지 못했다.
대부분의 젊은 트라브존스포르 골키퍼들과 마찬가지로, 차크르는 2016년 1월 15일에 지역 클럽인 1461 트라브존으로 보내졌고, 예니 말라티아스포르와의 경기에서 성인 무대 데뷔 전을 치렀다. 예니 공격수 이르판 바스르란을 넘어뜨린 후, 페널티킥을 내주고 79분에 예약되었다. 그는 너무 일찍 예니 말라티야스포르 공격수의 중앙 득점으로 이어졌다. 그는 튀르키예 리그 1에서 3경기 더 출전하여 트라브존의 주전 골키퍼로 계속 뛰었지만, 7골을 내주며 무실점을 기록하지는 못했다. 그는 이후 발목 부상을 당했고, 두 달이 지나도록 완전한 몸 상태로 돌아가지 않았다. 그는 이후 클럽에서 4경기를 더 뛰었지만, 기대에 부응하지 못해 완전히 탈락했다. 그의 1년 임대 계약은 무산되었고, 그는 2016년 6월 30일에 트라브존스포르로 복귀했다.

## 국가대표팀 경력
차크르는 2019년 5월 30일 그리스와의 친선 경기에서 튀르키예 국가대표팀에 데뷔했다.
2021년 6월, 그는 UEFA 유로 2020을 위해 경쟁할 튀르키예 선수 26명의 명단에 포함되었다.
2024년 6월 7일, 그는 빈첸초 몬텔라가 선정한 UEFA 유로 2024 출전 선수 26명의 최종 명단에 포함되어 있다.